# Pierre Pflimlingebouw

Het Pierre Pflimlingebouw

Het Pierre Pflimlingebouw is een gebouw van het Europees Parlement in het Franse Straatsburg in de wijk Wacken buiten het historische centrum. Het gebouw werd ingehuldigd in 2007. Het gebouw werd vernoemd naar Frans politicus Pierre Pflimlin. Het Pflimlingebouw sluit aan op het Winston Churchillgebouw.